# Fiodor Simaszow
Fiodor Piotrowicz Simaszow (ros. Фёдор Петрович Симашёв, ur. 13 marca 1945 w miejscowości Wierchnyj Bagrjaż, zm. 20 grudnia 1997 w Zainsku) – rosyjski biegacz narciarski reprezentujący Związek Radziecki, dwukrotny medalista olimpijski oraz trzykrotny medalista mistrzostw świata.

## Kariera
Igrzyska w Grenoble w 1968 r. były jego olimpijskim debiutem. Zajął tam 26. miejsce w biegu na 15 km stylem klasycznym. Cztery lata później, podczas igrzysk olimpijskich w Sapporo na tym samym dystansie wywalczył srebrny medal. Wyprzedził go jedynie Szwed Sven-Åke Lundbäck. Ponadto wspólnie z Jurijem Skobowem, Władimirem Woronkowem i Wiaczesławem Wiedieninem zdobył złoty medal w sztafecie 4 × 10 km. Na późniejszych igrzyskach już nie startował.
W 1970 r. wystartował na mistrzostwach świata w Vysokich Tatrach, gdzie wspólnie z Walerijem Tarakanowem, Władimirem Woronkowem i Wiaczesławem Wiedieninem wywalczył złoty medal w sztafecie. Na tych samych mistrzostwach zdobył także brązowy medal w biegu na 15 km stylem klasycznym, a na dystansie 50 km był czwarty, przegrywając walkę o brązowy medal z Gerhardem Grimmerem z NRD. Cztery lata później, na mistrzostwach świata w Falun wraz z Wasilijem Roczewem, Jurijem Skobowem i Iwanem Garaninem wywalczył srebrny medal w sztafecie.
Wielokrotnie zdobywał tytuł mistrza Związku Radzieckiego, zwyciężając na dystansie 15 km (1968), 30 km (1969, 1971, 1973), 50 km (1974) oraz w sztafecie (1968-70, 1972, 1973, 1975, 1976).
Został pochowany na Cmentarzu Nikoło-Archangielskim pod Moskwą.

## Osiągnięcia

### Igrzyska olimpijskie
| Miejsce | Dzień     | Rok  | Miejscowość | Konkurencja             | Czas biegu | Strata   | Zwycięzca            |
| ------- | --------- | ---- | ----------- | ----------------------- | ---------- | -------- | -------------------- |
| 26.     | 10 lutego | 1968 | Grenoble    | 15 km stylem klasycznym | 47:54,2    | +3:11,1  | Harald Grønningen    |
| 6.      | 4 lutego  | 1972 | Sapporo     | 30 km stylem klasycznym | 1:36:31,15 | +1:41,35 | Wiaczesław Wiedienin |
| 2.      | 7 lutego  | 1972 | Sapporo     | 15 km stylem klasycznym | 45:28,24   | +32,60   | Sven-Åke Lundbäck    |
| 1.      | 13 lutego | 1972 | Sapporo     | Sztafeta 4 × 10 km      | 2:04:47,94 | -        | -                    |
| 8.      | 10 lutego | 1972 | Sapporo     | 50 km stylem klasycznym | 2:43:14,75 | +1:54,18 | Pål Tyldum           |

### Mistrzostwa świata
| Miejsce | Dzień     | Rok  | Miejscowość   | Konkurencja             | Czas biegu | Strata   | Zwycięzca         |
| ------- | --------- | ---- | ------------- | ----------------------- | ---------- | -------- | ----------------- |
| 3.      | 17 lutego | 1970 | Wysokie Tatry | 15 km stylem klasycznym | 47:04,71   | +44,29   | Lars-Göran Åslund |
| 1.      | 19 lutego | 1970 | Wysokie Tatry | Sztafeta 4 × 10 km      | 2:06:36,47 | -        | -                 |
| 4.      | 22 lutego | 1970 | Wysokie Tatry | 50 km stylem klasycznym | 2:49:34,70 | +2:17,74 | Kalevi Oikarainen |
| 26.     | 18 lutego | 1974 | Falun         | 30 km stylem klasycznym | 1:33:41,40 | +6:06,01 | Thomas Magnuson   |
| 2.      | 21 lutego | 1974 | Falun         | Sztafeta 4 × 10 km      | 2:03:15,85 | +9,46    | NRD               |